# Палеолітичні пам'ятки
Палеолітичні пам'ятки — археологічні місця і знахідки давньої кам'яної доби. Розкопки пам'яток дають основу для вивчення давньої людини, її культури, релігії, знань і робочої діяльності. На основі вивчення стоянок археологи і антропологи виводять і класифікують локальні археологічні культури, що згодом проявилися окремими племенами, народами і расами.
Список найважливіших пам'яток давньої кам'яної доби (палеоліт), розділених за частинами світу:
- Палеолітичні пам'ятки Європи
- Палеолітичні пам'ятки Азії
- Палеолітичні пам'ятки Африки
- Перелік мистецтва кам'яної доби

## Посилення
- Сапожников И.В., Сапожникова Г.В. Каменный век Северо-Западного Причерноморья // Stratum plus. – 2011. – № 1. – С. 8, 15-149, 321-331.